# 奇希林

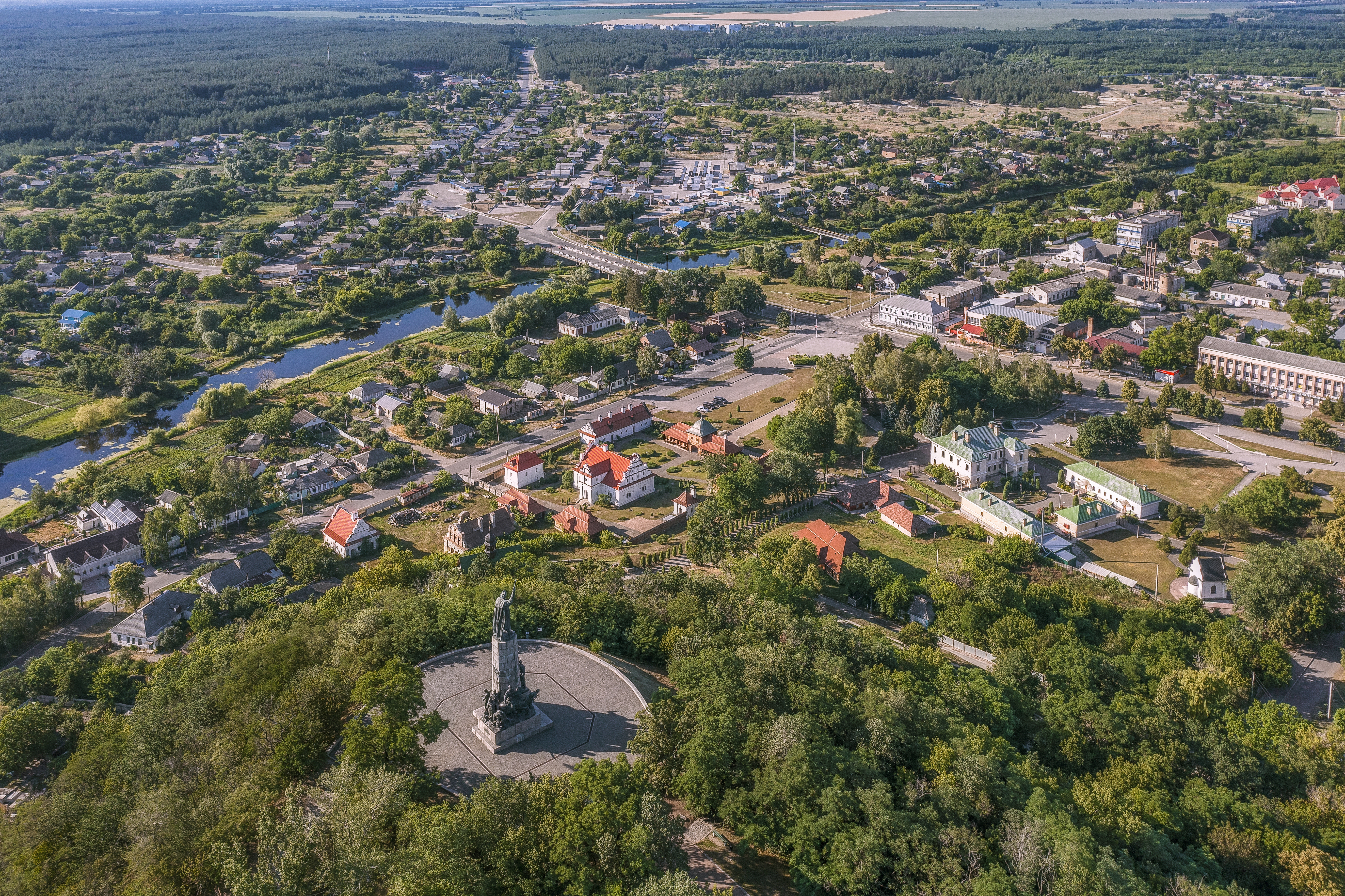
城市鸟瞰图

奇希林（羅馬化：Chyhyryn），又按俄语读音译为奇吉林，是烏克蘭中部切爾卡瑟州切爾卡瑟區奇希林市镇内的城市及其行政中心。位於佳斯明河畔，距離州府切爾卡瑟57公里。面積14平方公里，海拔高度124米，2010年人口9,694。